# Coalla
Coalla là một tổng thuộc tỉnh Gnagna ở phía bắc Burkina Faso. Thủ phủ là thị xã Coalla. Dân số năm 2006 là 43.370 người..

## Các thị xã và làng xã
Baka, Bamasgou, Bambrigoani, Bampouringa, Bani, Banidjoari, Bombontiangou, Boudabga, Boukargou, Boula, Darsalam, Diagourou, Diankongou, Didiemba, Dielkou, Doyana, Fantiangou, Ganta, Gnimpiema, Goulmodjo, Goundou, Kierga, Kontiandi, Lamoana, Mossadéni, Neiba, Poka, Samboandi, Santiari, Soula, Takou, Tankori, Thiongori. Thiouré, Tihandéni, Tindangou và Yassougou.